# جوني ستيوارت (منتج تلفزيوني)
جوني ستيوارت (بالإنجليزية: Johnnie Stewart)‏ هو منتج تلفزيوني أمريكي، ولد في 7 نوفمبر 1917 في Tonbridge ‏ في المملكة المتحدة، وتوفي في 29 أبريل 2005 في Dereham ‏ في المملكة المتحدة.

## وصلات خارجية
- جوني ستيوارت على موقع IMDb (الإنجليزية)
- جوني ستيوارت على موقع قاعدة بيانات الفيلم (الإنجليزية)